# Molly
Molly – polsko-brytyjski serial dla młodzieży z 1994 nakręcony przez Nicka Laughlanda.
Serial emitowały kanały Telewizji Polskiej: TVP1 i TVP2. Serial emitowany jest w godzinach porannych w TVP Polonia.
Zdjęcia do serialu powstały w Gdańsku

## Ekipa
- Reżyseria: Nick Laughland
- Scenariusz: Carol Drinkwater
- Zdjęcia: Grzegorz Kędzierski
- Muzyka: Gerry Duffy, Jerzy Matuszkiewicz
- Producent: Hanna Probulska (TVP)
- Producent wykonawczy: Kajtek Kowalski

## Obsada
- Cecile Baird – Molly Greenfield
- Peter Davison – Peter Greenfield
- Louise Jameson – Pani Greenfield
- Ivan Desny
- Joanna Trzepiecińska – Kasia, piosenkarka jazzowa
- Sławomira Łozińska – Ania Kowalska
- Irena Hebanowska – Matka Ani Kowalskiej
- Halina Słojewska – Pani Kuźniar, gospodyni w pałacu Totworowiczów w Knyszynie
- Monika Domańska – Agnieszka, córka Kowalskich
- Jolanta Juszkiewicz-Lenartowicz – Asystentka w sklepie z bursztynami
- Barbara Dembińska – Pielęgniarka
- Andrzej Blumenfeld – Paweł Kowalski, muzyk jazzowy, przyjaciel Petera Greenfielda
- Wojciech Klata – Bartosz, syn Kowalskich
- Marek Żerański – Radek, syn Kowalskich
- Ryszard Ronczewski – Tomasz, służący w pałacu Totworowiczów w Knyszynie
- Paweł Galia – Janusz
- Aleksander Kalinowski – Grzegorz, handlarz „trefnym towarem” na bazarze
- Redbad Klijnstra – Marek, szef bandy
- Bartosz Żukowski – Igor, wspólnik Marka
- Maciej Orłoś – Policjant
- Krzysztof Gordon – Księgarz
- Piotr Gąsowski – Lekarz pogotowia
- Joanna Kasperska – Sprzedawczyni
- Ryszard Radwański – Konduktor w pociągu do Białegostoku

i inni

## Wersja polska
Wersja polska: TELEWIZJA POLSKA S.A.

Reżyseria: Maria Piotrowska

Dialogi: Joanna Klimkiewicz

Tłumaczenie: Andrzej Bednarski

Dźwięk i montaż elektroniczny: Marcin Pilich

Kierownictwo produkcji: Joanna Zalewska i Małgorzata Zielińska

Udział wzięli:
- Molly – Dominika Ostałowska
- Hrabia – Janusz Zakrzeński
- Daniela – Małgorzata Kożuchowska
- Dominik – Tomasz Kozłowicz
- Cecylia – Dorota Lanton

i inni